# Enrique Romo

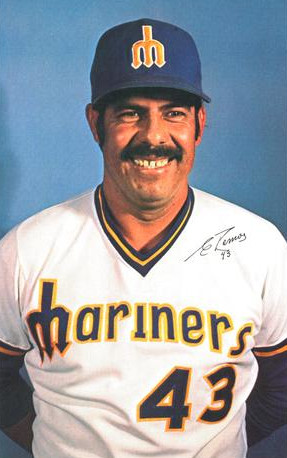
Enrique Romo con los Marineros de Seattle.

Enrique Romo Navarro (15 de julio de 1947, Santa Rosalía BCS) fue un beisbolista profesional mexicano que jugó como lanzador derecho en las ligas mexicanas y en las Grandes Ligas, y Serie del Caribe. Su número fue retirado del equipo de Yaquis de Obregón, y es miembro del Salón de la Fama del Beisbol Mexicano. Es hermano menor de Vicente “Huevo” Romo, quien también lanzó en ligas mayores, fue retirado también de Yaquis y miembro del Salón de la Fama. 

## En México
Sus padres fueron Santos Romo Urías, un policía de profesión, y su madre Rosario Navarro. Enrique era tuvo cuatro hermanos (Vicente, Eusebio, José María y Ramón) y cuatro hermanas (María Guadalupe, Lidia, Mirsa y Olga). Romo inició a los 19 años, en 1966 en el béisbol mexicano, 11 años antes de hacer su debut en las Grandes Ligas.

### Liga Mexicana del Pacífico
Participó en 13 temporadas para 4 equipos en la Liga Mexicana del Pacífico, en 243 encuentros, obteniendo 96 victorias a cambio de 64 derrotas, para un promedio de .600 milésimas en ganados y perdidos.
Consiguió 14 blanqueadas en 1,346 innings; tuvo un excelente promedio de carreras limpias admitidas de 2.72; abanicó a 844 bateadores y otorgó 381 bases por bolas.
Jugó para los Ostioneros de Guaymas logrando ser el Novato del año y llegaron a ser ese año los campeones de la liga. Luego estuvo con Naranjeros de Hermosillo, Venados de Mazatlán y Yaquis de Cd. Obregón donde ganaron el campeonato (1972-73). Con Mayos de Navojoa logró el campeonato (1978-79).
Enrique tuvo sus mejores temporadas, en 1967-68 con 15-4 y 1.53 de efectividad lanzando con Guaymas y las de 1974-75 (con récord de 12-2) y 1975-76 (también con 12-2) vistiendo el uniforme de los Yaquis, obteniendo el título de ganados y perdidos en ambas campañas, por lo que fue nombrado Lanzador del año en la liga. Enrique comparte el récord de más años siendo líder de juegos ganados y perdidos con tres.

### Liga Mexicana de Verano
Inició con los Azules de Coatzacoalcos, Veracruz en temporadas 66 y 67 en la Liga del Sureste Mexicano. Luego Jugó nueve años en la Liga Mexicana de Béisbol, donde Romo Obtuvo 109 victorias a cambio de 74 derrotas, en 292 encuentros, de los cuales inició 205, y 91 fueron completos, para 23 blanqueadas, 1,047 bateadores ponchados y 2.67 de efectividad.
Jugó para 3 equipos: Charros de Jalisco (1968-1971), Algodoneros de Unión Laguna (1972) y Diablos Rojos del México (1973-1976), donde tuvo actuaciones sumamente notables y este último año tuvo récord de 20-4, para 1.89, con 239 ponches en 233 entradas. Dijo que le fue bien esa temporada porque había aprendido el “screwboll” lanzamiento que influyó de manera indirecta para el éxito de Fernando Valenzuela, ya que éste lo aprendió de Bobby Castillo quien lo había aprendido de Romo. Sus mejores años fueron: con Torreón en 1972, finalizando con 11-8 en triunfos y derrotas, para un promedio de carreras limpias admitidas de 2.03. Con los Diablos Rojos del México en 1975 logró un 13-8 y 2.34 y en 1976 un año como líder de ponches con 239, finalizando con 20-4 y 1.89 con los mismos. Ganaron tres galardones de campeones (1973, ´74 y ´76)
Eso le valió el ascenso a Ligas Mayores. Logró ser el tercer lugar en efectividad en todos los tiempos con 2.67, sólo debajo de Vicente Romo y George Brunet, ambos integrantes del Salón de la Fama.

## En Estados Unidos
Jugó 6 temporadas, para dos equipos, Marineros de Seattle y Piratas de Pittsburgh, donde Enrique logró números entre ganados y perdidos de 44-33 con 52 salvamentos en 350 juegos lanzados, para una efectividad de 3.45, para 436 ponches.  Debutó en Grandes Ligas para los Marineros a los 29 años (1977-78) donde en su temporada de novato, lideró a los Marineros con 16 salvamentos.
Jugó con los Piratas de Pittsburgh (1979-82), donde su temporada más productiva llegó hasta escalar con su equipo el logro de llegar a Campeones de la Serie Mundial de 1979, contra los Orioles de Baltimore, en 7 juegos con quienes tuvo una marca de 10-5, para una efectividad de 2.99, máximos de su carrera en 84 juegos y 129 entradas. En 1982, tuvo récord de 9-3, en 45 juegos, y una multa por 15,000 dólares. El 1 de octubre de 1980, conectó un jonrón con grand slam contra los Mets de Nueva York.

En 1983, Romo no se presentó a los entrenamientos de primavera. Piratas intentaron legar a él, pero no lo lograron. No asistió, y voluntariamente desapareció permaneciendo en México. Fue multado del 6 al 16 de marzo por no presentarse por $500 dólares al día. Su esposa dijo: 
“Está entrenando en otra ciudad, Enrique ya no quiere jugar para los Piratas. No creo que regrese a menos que tal vez el año que viene cambie de opinión". 
Enrique estaba con los Tuzos de Zacatecas. Una versión según unos autores, "no volvió a Pittsburg, porque tenía una relación con una mujer, que estaba involucrada con un personaje de la mafia, y le dijeron que no regresara a la ciudad". Dicha versión no pudo ser corroborada, ya que al abordar el tema en una entrevista en 2007 dijo: 
“Es algo que nunca le voy a decir a nadie. Me lo han preguntado muchas veces, por qué, cuando estaba en mi sano juicio a los 35 años. Pero nunca tuve un problema con nadie en los Estados Unidos. Creo que pude haber jugado otros cuatro años, hice un buen trabajo y nunca me lastimé el brazo, pero es algo que me guardo para mí. Es algo que decidí, y a veces me reprocho, pero no me arrepiento porque estoy bien con mi familia”. 
Enrique se comunicó con Pete Peterson, informando que se había retirado, aunque le quedaban dos años de contrato con valor a 700,000 dólares. 

## Serie del Caribe.
Participó en 3 Serie del Caribe siendo ellas en los años 1973, logrando la única victoria. También jugó en 1974 con Ciudad Obregón, y 1979.

## Últimos años
Trabajó como tornero en Torreón donde se mantuvo activo en el béisbol todavía hasta 2012, jugando con el equipo de la ciudad, “Súper Master”, en un torneo de Copa en Jalapa Veracruz. En 2013, en Guaymas lanzó contra su hermano El Huevo Romo en el juego de exhibición “Leyendas del Béisbol”, donde también estuvieron los ligamayoristas, Sid Monge y Luis Ayala, donde Enrique una vez más le ganó a su hermano Vicente.
Enrique y Ruth Ortiz, formaron una familia, tuvieron dos hijos, Mary Gladys y Enrique.

## Reconocimientos
Romo es miembro del Salón de la Fama del Béisbol Profesional Mexicano, clase 2003. Enrique fue honrado en con que su nuero de uniforme fue retirado por Yaquis de Obregón de la Liga Invernal Mexicana . 
En 2015, Romo fue anunciado como parte de la clase de inducción de 2016 del Salón de la Fama del Béisbol Latino. 
Curiosamente su hermano Vicente, lo acompañó con los mismos honres en los Yaquis de Obregón y en el Salón de la Fama del Béisbol Mexicano, y también jugó en Grandes Ligas. 